# Tituacia
Tituacia är ett släkte av fjärilar. Tituacia ingår i familjen stävmalar.
Kladogram enligt Catalogue of Life:
| Tituacia | \| \| Tituacia deviella \| \| \| \| \| \| Tituacia erosella \| \| \| \| |
|          | \| \| Tituacia deviella \| \| \| \| \| \| Tituacia erosella \| \| \| \| |
|          | Tituacia deviella                                                       |
|          |                                                                         |
|          | Tituacia erosella                                                       |
|          |                                                                         |